# Mr Love: Queen's Choice
Mr Love: Queen's Choice (Chinois : 恋与制作人,Love and Producer) est un jeu de drague au format visual novel développé par Papergames. Le jeu est sorti le 20 mars 2019 sur Google Play en Occident. Il est également sorti au Japon sous le nom Love and Producer ~EVOL×LOVE~ (恋とプロデューサー ～EVOL×LOVE～, Koi to Purodyūsā ～EVOL×LOVE～). Le principe du jeu est d'envoyer des SMS, discuter et développer des relations tout en construisant sa propre carrière en tant que productrice de médias.
Une adaptation en anime réalisée par MAPPA a été diffusée du 15 juillet au 30 septembre 2020.

## Trame

### Synopsis
À la mort de son père, l'héroïne hérite d'une société de production au bord de la faillite. Le protagoniste est une héroïne sans nom qui développe des relations avec quatre personnages masculins dotés de pouvoirs. Le jeu permet aux joueurs de choisir leur chemin de romance.

### Personnages
Certains personnages disposent d'un « Evol » (« love » à l'envers), une capacité spéciale très rare. Ceux qui possèdent un Evol sont appelés « Evolvers ».
Les personnages, à l'exception de l'héroïne, sont doublés dans le jeu, en chinois, japonais, coréen et anglais.
Watashi (わたし) (litt. Moi)
Voix japonaise : Hisako Kanemoto (anime)
Le principal protagoniste féminin. Elle est productrice de l'émission « Miracles en vue ».
EVOL : Préconnaissance
Lucien (シモン, Simon)
Voix Chinoise : Xia Lei ; voix japonaise : Daisuke Hirakawa (en); voix coréenne : Lee Ho San ; voix anglaise : Bill Rogers (en)
Lucien est un neuroscientifique célèbre qui possède un QI élevé depuis son enfance, mais son intelligence l'a isolé de ses camarades. Bien qu'il puisse voir facilement à travers l'esprit des autres, personne ne peut voir à travers lui.
EVOL : Réplication
Gavin (ハク, Haku)
Voix Chinoise : Zhang Jie ; voix japonaise : Yūki Ono ; voix coréenne : Um Sang Hyun ; voix anglaise : Joe Zieja
Gavin est un policier à Loveland. En réalité, c'est un agent Evol qui effectue souvent des missions dangereuses. Il était un fauteur de troubles au lycée, mais il est un désormaisexcellent agent axé sur les cas d'« Evol ».
EVOL : Contrôle du vent : lui permet de détecter tout ce qui s'est passé dans le vent et de pouvoir y voler.
Victor (ゼン, Zen)
Voix chinoise : Wu Lei ; voix japonaise : Tomokazu Sugita ; voix coréenne : Jeong Jaeheon → Lee Donghoon ; voix anglaise : Benjamin Diskin → Jonah Scott
Fondateur et PDG du Groupe Farley, Victor est un homme d'affaires méticuleux. Il a établi un empire commercial en seulement huit ans. Les employés de LFG ont dit qu'il était un bourreau de travail et que personne n'avait jamais vu son sourire, mais il semble aimer les animaux.
EVOL : Contrôle du temps
Kiro (キラ, Kira)
Voix chinoise  : Bian Jiang ; voix japonaise : Tetsuya Kakihara ; voix coréenne : Kim Myung Joon ; voix anglaise : Sean Chiplock (en)
Kiro est une superstar célèbre et talentueuse. Il peut parfois être ludique, mais quand une crise survient, il devient vigilant et attentif.
EVOL : Charme absolu

## Adaptation en anime

### Production
Une adaptation du jeu vidéo en Anime réalisée par le studio MAPPA a été annoncée le 8 juillet 2019. La série est dirigée par Munehisa Sakai, avec des scripts écrits par Kiyoko Yoshimura et des personnages conçus par Jinshichi Yamaguchi. Emoto Entertainment produit la série. Les principaux membres de la distribution du jeu vidéo ont repris leurs rôles pour l'anime . Il a été diffusé du 15 juillet au 30 septembre 2020 sur Tokyo MX et d'autres chaînes. La chanson thème d'ouverture, « Nibiiro no Yoake », est interprétée par Yutaro Miura tandis que la chanson thème de fin, « Maioritekita Yuki », est interprétée par Konomi Suzuki. « Chen Hun » de Hu Xia (Daybreak Dusk) et « Mèng de Lû háng » de Ju Jingyi (Dream's Voyage) servent respectivement de thème d'ouverture et de fin à la diffusion chinoise de la série.
Dans les pays francophones, la diffusion est assurée par ADN.

### Liste des épisodes
| No | Titre français                | Titre japonais   | Titre japonais         | Date de 1re diffusion |
| No | Titre français                | Kanji            | Rōmaji                 | Date de 1re diffusion |
| -- | ----------------------------- | ---------------- | ---------------------- | --------------------- |
| 1  | Le Lien du commencement       | はじまりの絆     | Hajimari no kizuna     | 15 juillet 2020       |
| 2  | Quand souffle le vent         | 風吹く時に       | Kaze fuku toki ni      | 22 juillet 2020       |
| 3  | Le Goût des souvenirs         | 追憶の味         | Tsuioku no aji         | 29 juillet 2020       |
| 4  | La clé au cœur des ténèbres   | 闇の中の鍵       | Yami no naka no kagi   | 5 août 2020           |
| 5  | Le Vent couleur ambre         | 琥珀色の風       | Kohakushoku no kaze    | 12 août 2020          |
| 6  | Au-delà de ce rêve            | その夢の向こう   | Sono yume no mukō      | 19 août 2020          |
| 7  | Les Souvenirs liés            | 繋がった記憶     | Tsunagatta kioku       | 26 août 2020          |
| 8  | La Chambre 404                | 404号室          | 404-Gōshitsu           | 2 septembre 2020      |
| 9  | Monochrome                    | モノクローム     | Monokurōmu             | 9 septembre 2020      |
| 10 | L'Aube de la séparation       | 別れの夜明け     | Wakarenoyoake          | 16 septembre 2020     |
| 11 | Aux confins des temps à venir | めぐる時の果てに | Meguru toki no hate ni | 23 septembre 2020     |
| 12 | Liens                         | 絆               | Kizuna                 | 30 septembre 2020     |

## Controverses
Le succès du jeu a suscité des commentaires dans les médias chinois et internationaux, qui ont noté que les femmes préféraient jouer au jeu que sortir avec de vrais hommes malgré le déséquilibre entre les sexes en Chine à la suite de la politique de l'enfant unique, qui a entraîné une plus importante proportion de garçons que de filles dans le pays,.